# Miss Honduras
Miss Honduras is de nationale missverkiezing van het Centraal-Amerikaanse land Honduras. In 2007 namen 26 kandidates deel waarvan Alejandra Mendoza op 1 december dat jaar gekroond werd in La Ceiba. De winnares neemt voor Honduras deel aan de International Queen of Coffee-verkiezing.

## Winnaressen
| Jaar | Winnares                     | Andere titels                                                                                                |
| ---- | ---------------------------- | --- |
| 2007 | Alejandra Mendoza            | |
| 2006 | Yasmina Hernandez            | |
| 2005 | Lissa Saenz                  | - Reina Mundial del Cacao 2005 - Reina de la Costa Maya 2006                                                 |
| 2004 | Kimberley McNab              | |
| 2003 | Leslie Paredes               | |
| 2002 |                              | |
| 2001 | Olenka Fuschich              | |
| 2000 | Flor de Maria Garcia         | Miss Turismo de Centroamérica 2000                                                                           |
| 1999 | Daryela Sofia Guerrero       | |
| 1998 | Dania Patricia Prince Mendez | - Reina Internacional del Pacifico 1998 - Miss América Latina 2000 - Miss West Indies 2003 - Miss Earth 2003 |
| 1997 | Joselina Cobos               | |
| 1996 | Jasmin Fiallos               | |